# Prosopocera peregrina
Prosopocera peregrina là một loài bọ cánh cứng trong họ Cerambycidae.